# روبرت جون بورك
روبرت جون بورك (بالإنجليزية: Robert John Burke)‏ مواليد 12 سبتمبر 1960 في مانهاتن، نيويورك، الولايات المتحدة، هو ممثل أمريكي بدأ مسيرته الفنية سنة 1981.

## الأعمال

### أفلام
- روبوكوب 3
- تومبستون
- اعترافات عقلية خطيرة
- هايد آند سيك
- ليلة سعيدة وحظ سعيد
- ميونخ
- نخبة بروكلين
- بلا حدود
- الخزنة
- مسدسان

### مسلسلات
- الجنس والمدينة (2002) (بدور: ووكر لويس)
- القانون والنظام: الوحدة الخاصة للضحايا (2002)
- آل سوبرانو (2004)
- فتاة النميمة (2007)
- بيرسون أوف إنترست (2011)

## روابط خارجية
- روبرت جون بورك على موقع IMDb (الإنجليزية)
- روبرت جون بورك على موقع ألو سيني (الفرنسية)
- روبرت جون بورك على موقع ميوزك برينز (الإنجليزية)
- روبرت جون بورك على موقع أول موفي (الإنجليزية)
- روبرت جون بورك على موقع قاعدة بيانات الأفلام السويدية (السويدية)
- روبرت جون بورك على موقع إن إن دي بي (الإنجليزية)
- روبرت جون بورك على موقع ديسكوغز (الإنجليزية)
- روبرت جون بورك على موقع قاعدة بيانات الفيلم (الإنجليزية)
- روبرت جون بورك على موقع كينوبويسك (الروسية)